# Tulips and Chimneys
Tulips and Chimneys is de eerste dichtbundel van E.E. Cummings, uitgebracht in 1923. Aanvankelijk had het de titel Tulips & Chimneys, met een ampersand, maar de uitgever, Thomas Seltzer, veranderde de ampersand tegen de wens van Cummings in het woord and. De bundel markeert de eerste toewijding aan Cummings' poëzie, nadat zijn werk eerder was opgenomen in de bundel Eight Harvard Poets. Het originele manuscript bevatte 152 gedichten, waarvan er slechts 86 in deze bundel zijn opgenomen. Een deel van de overige gedichten werd later opgenomen in XLI Poems, terwijl het resterende deel, samen met 34 nieuwe gedichten, privé werd gepubliceerd door de auteur onder de titel & in 1925.